# Broderstorf
Broderstorf est une commune allemande du Mecklembourg-Poméranie-Occidentale située dans l'arrondissement de Rostock.

## Géographie
Broderstorf se trouve à 8km à l'est de Rostock.

## Municipalité
Outre la ville de Broderstorf, la municipalité comprend les villages suivants: Ikendorf, Neu Broderstorf, Neuendorf, Neu Pastow, Neu Roggentin, Pastow et Teschendorf.

## Histoire
Broderstorf a été mentionnée pour la première fois dans un document officiel le 16 octobre 1327.